# كيث بيكر (مصمم ألعاب)
كيث بيكر (بالإنجليزية: Keith Baker)‏ (7 يوليو 1969)؛ روائي أمريكي.